# Hustle Mixtape
Hustle Mixtape è il primo mixtape del rapper italiano Capo Plaza, pubblicato il 3 giugno 2022 dalla Plaza Music, dalla Warner Music Italy e dalla Atlantic Records.

## Promozione
Il 13 maggio 2022 Capo Plaza ha presentato il primo singolo Goyard, prodotto da Ava e reso disponibile digitalmente. Il secondo singolo, Capri Sun, è stato distribuito nelle stazioni radiofoniche italiana in concomitanza con il lancio del disco.
Il disco verrà promosso da un'estesa tournée italiana suddivisa in una prima tappa estiva dove il rapper si esibirà presso alcuni festival nazionali e da una seconda tappa che si svolgerà presso alcuni club nel mese di novembre dello stesso anno.

## Tracce
1. Hustle – 3:36
2. Everyday Everynight (ft. Gazo & Russ Millions) – 4:04
3. Stone Island – 2:57
4. Goyard – 2:44
5. Money Time Freestyle – 1:49
6. Paranoie (BIT) (ft. Koba LaD) – 3:53
7. Air Force (ft. Leto) – 2:56
8. Hennessy – 2:28
9. Capri Sun – 3:19
10. Giungla – 2:20
11. RapStar – 2:47
12. Non bastano mai – 2:45

## Formazione
Musicisti
- Capo Plaza – voce
- Gazo – voce (traccia 2)
- Russ Millions – voce (traccia 2)
- Koba LaD – voce (traccia 6)
- Leto – voce (traccia 7)

Produzione
- Axl Beats – produzione (traccia 1)
- Young Madz – produzione (traccia 1)
- Nko – produzione (traccia 2)
- Ava – produzione (tracce 2-4, 6, 10)
- Mojobeatz – produzione (tracce 2, 3, 10 e 12)
- Shune – produzione (tracce 5 e 9)
- Bobo – produzione (tracce 7 e 8)
- Voluptyk – produzione (traccia 11)
- Scar – produzione (traccia 12)

## Classifiche

### Classifiche settimanali
| Classifica (2022) | Posizione massima |
| ----------------- | ----------------- |
| Italia            | 2                 |

### Classifiche di fine anno
| Classifica (2022) | Posizione |
| ----------------- | --------- |
| Italia            | 29        |
| Classifica (2023) | Posizione |
| Italia            | 67        |